# Sebillea brasiliensis
Sebillea brasiliensis là một loài rêu trong họ Pottiaceae. Loài này được Bizot mô tả khoa học đầu tiên năm 1974.